# Valeriy Dymo
Valeriy Dymo (né le 9 septembre 1985 à Mykolaïv) est un nageur ukrainien, spécialiste de la brasse.
Il a participé aux Jeux olympiques de 2004, de 2008 et à ceux de 2012. Il est médaillé d'argent sur 100 mètres brasse aux championnats d'Europe de natation 2012.